# شواو، اوکایاما
شواو، اوکایاما (به لاتین: Shōō, Okayama) یک منطقهٔ مسکونی در ژاپن است که در استان اوکایاما واقع شده‌است. شواو ۱۱٬۳۴۲ نفر جمعیت دارد.